# Anfipolos
Los anfipolos eran arcontes o magistrados de Siracusa en Sicilia. 
Fueron instituidos por Timoleón en la Olimpiada 109 después de que hubo arrojado a Dionisio el Tirano. Los anfipolos gobernaron Siracusa por más de 300 años. Diodoro Sículo asegura que en su tiempo subsistían todavía. 